# Pierino Belli
Pierino Belli (* 20. März 1502 in Alba im Piemont; † 31. Dezember 1575 in Turin) war ein ranghoher piemontesischer Soldat und Jurist. 
Er fungierte als Oberbefehlshaber der Truppen des Heiligen Römischen Reiches im Piemont und wurde 1560 von Emmanuel Philibert, dem Herzog von Savoyen, zum Staatsrat ernannt. Drei Jahre später veröffentlichte er die Schrift „De Re Militari et Bello Tractatus“ („Abhandlung über militärische Angelegenheiten und Kriegsführung“), die als eines der umfassendsten Werke der damaligen Zeit zum Militär- und Kriegsrecht sowie als Frühwerk in der Entwicklungsgeschichte des modernen humanitären Völkerrechts gilt. Aufgrund der rechtshistorischen Relevanz erschienen unter anderem in den Jahren 1936, 1964 und 1995 Neuauflagen des Buches.
In seiner Geburtsstadt Alba wurde mit der Via Pierino Belli eine Straße nach ihm benannt.

## Weiterführende Veröffentlichungen
- Pierino Belli, Herbert C. Nutting (Übers.): A Treatise on Military Matters and Warfare. William S. Hein & Co., Buffalo 1995, ISBN 0-89941-961-5

| Personendaten    | Personendaten                     |
| ---------------- | --------------------------------- |
| NAME             | Belli, Pierino                    |
| KURZBESCHREIBUNG | piemontesischer Soldat und Jurist |
| GEBURTSDATUM     | 20. März 1502                     |
| GEBURTSORT       | Alba (Piemont)                    |
| STERBEDATUM      | 31. Dezember 1575                 |
| STERBEORT        | Turin                             |